# Tord Gudmestad
Tord Gudmestad (8 mei, 2001, Nærbø) is een Noors wielrenner die sinds 2025 uitkomt voor Decathlon AG2R La Mondiale Team .

## Overwinningen
2018
 Noors kampioenschap wegwedstrijd, junioren
2021
Grote Prijs van Rhodos
2e en3e etappe, puntenklassement Ronde van Mazovië
 Noors kampioenschap wegwedstrijd, beloften
2022
GP Megasaray
Bergklassement Ronde van Poitou-Charentes in Nouvelle-Aquitaine
2024
Veenendaal-Veenendaal Classic

## Resultaten in voornaamste wedstrijden
| Jaar | Ronde van Italië | Ronde van Frankrijk | Ronde van Spanje |
| ---- | ---------------- | ------------------- | ---------------- |
| 2024 |                  |                     |                  |
| 2025 | 134e             |                     |                  |

| Jaar | Milaan-San Remo | Gent-Wevelgem | Parijs-Roubaix |
| ---- | --------------- | ------------- | -------------- |
| 2024 |                 | 67e           | 89e            |
| 2025 | 54e             | opgave        |                |

## Ploegen
- 2020 –  Team Coop
- 2021 –  Team Coop
- 2022 –  Uno-X Pro Cycling Team
- 2023 –  Uno-X Pro Cycling Team
- 2024 –  Uno-X Pro Cycling Team
- 2025 –  Decathlon AG2R La Mondiale Team

Abrahamsen · Andersen · Blikra · Charmig · Dversnes · Eg · Gregaard · Gudmestad · Halvorsen · Hansen · Hindsgaul · Holter · Hulgaard · A. Johannessen · T. Johannessen · K. Kulset · S. Kulset · Larsen · Levy · Resell · Saugstad · A. Skaarseth · I. Skaarseth · Sleen · Tiller · Træen · Urianstad · Wærenskjold · Wærsted
Abrahamsen · Andersen · Bendixen · Blikra  · Blume Levy · Charmig · Dversnes · Eg · Fredheim · Gregaard · Gudmestad · Halvorsen · Hindsgaul · Holter · A. Johannessen · T. Johannessen · Kristoff · M. Kulset · S. Kulset · Larsen · Norman Leth · Resell · Sander Hansen · Skaarseth · Tiller · Træen · Urianstad · Wærenskjold
Abrahamsen · Andersen · Bendixen · Bévort · Blikra  · Blume Levy · Cort · Dversnes · Eiking (vanaf 8/2) · Fredheim · Gudmestad · Hoelgaard · Holter · Hvideberg · A. Johannessen · T. Johannessen · Kristoff · J. Kulset · M. Kulset · S. Kulset · Larsen · Leknessund · Løland · Resell · Sander Hansen · Skaarseth · Tiller · Urianstad · Wallin · Wærenskjold